# Курбиново
Курбиново (на македонска литературна норма: Курбиново) е село в община Ресен, Северна Македония.

## География
Селото е разположено в областта Долна Преспа в западните склонове на планината Баба, недалеч от брега на Големото Преспанско езеро.

## История
В XV век в Курбинова са отбелязани поименно 125 глави на домакинства. Селото се споменава в османски дефтер от 1530 година под името Курбинова, спахийски зиамет и тимар, със 71 ханета гяури и 55 ергени гяури.
В XIX век Курбиново е чисто българско село в Битолска кааза, Нахия Долна Преспа на Османската империя. Според статистиката на Васил Кънчов („Македония. Етнография и статистика“) от 1900 година Курбиново има 200 жители, всички българи християни.
На Етнографската карта на Битолския вилает на Картографския институт в София от 1901 година Курбиново е чисто българско село в Битолската каза на Битолския санджак с 30 къщи.
По време на Илинденското въстание на 15 август 1903 година селото е нападнато и ограбено от турски аскер и башибозук. Убити са Божин Видимов, Ристе Наумов, Илия Иванов, Пандо Митрев, Насте Ристанов и Ендрия Илиев. В началото на 1904 година цялото село минава под върховенството на Българската екзархия. По данни на секретаря на екзархията Димитър Мишев („La Macédoine et sa Population Chrétienne“) през 1905 година в Курбиново има 232 българи екзархисти и работи българско училище.
По време на Балканската война един човек от Курбиново се включва като доброволец в Македоно-одринското опълчение.
През войната селото е окупирано от сръбски части и остава в Сърбия след Междусъюзническата война.
Според преброяването от 2002 година селото има 137 жители.
| Националност     | Всичко |
| северномакедонци | 137    |
| албанци          | 0      |
| турци            | 0      |
| цигани           | 0      |
| власи            | 0      |
| сърби            | 0      |
| бошняци          | 0      |
| други            | 0      |

## „Свети Георги“
От голямо значение за българското културно-историческото наследство в Югозападна Македония е курбиновската църква „Свети Георги“. Самата църква отстои на около 1,5 километра източно от Курбиново. Според надписа в олтарното пространство, църквата е изписана през 1191 година поне от трима иконописци. Стилът напомня стенописите от същото време и школа в църквата „Свети Безсребреници“ в Костур. Забележителни са иконите на Свети Свети Кирил и Методий, Свети Климент Охридски и Свети Ахил от Лариса.
Част от фреска на източния зид на църквата „Свети Георги“ в Курбиново, изобразяваща Архангел Гаврил от сцената „Благовещение“ е намерила място върху банкнотата от 50 денарa на Народната банка на Северна Македония.

## Личности
Родени в Курбиново
- Нестор Иванов (1879 – ?), македоно-одрински опълченец, нестроева рота на 6 охридска дружина[12]

Починали в Курбиново
- Александър Кошка (1873 – 1907), български революционер
- Георги Атанасов Попов Стефанов, български военен деец, подпоручик, загинал през Първата световна война[13]